# フェルディナント・アウグスト・フォン・ロプコヴィッツ

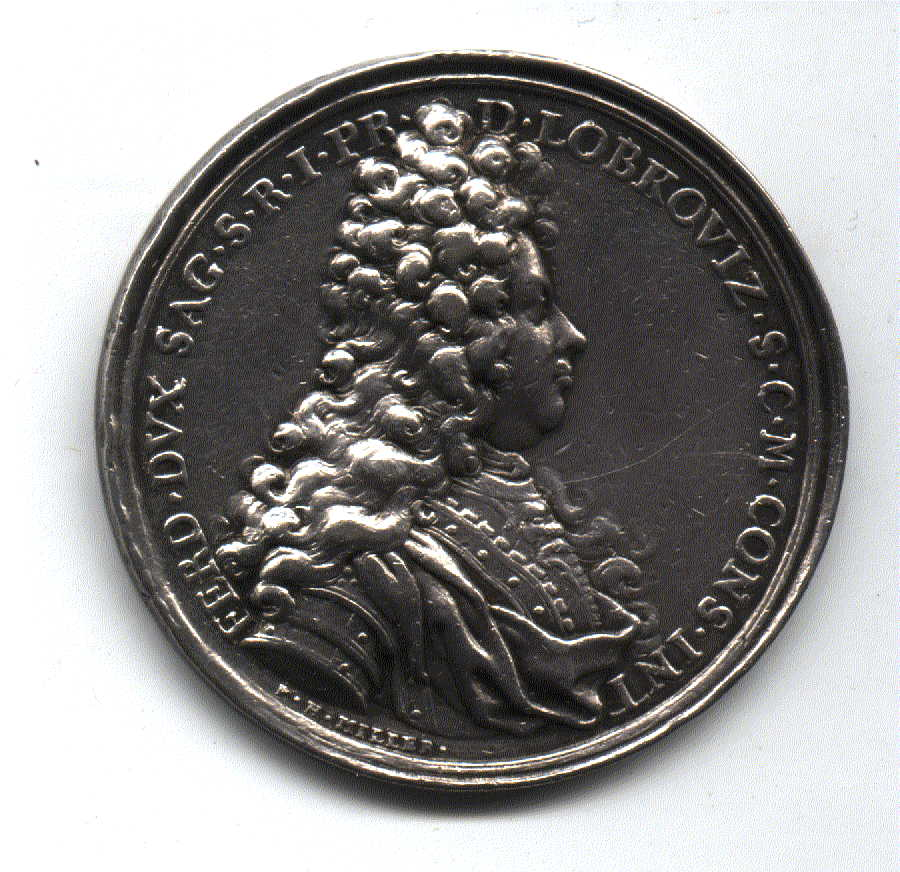
フェルディナント・アウグスト・フォン・ロプコヴィッツ侯爵のメダル

フェルディナント・アウグスト・レオポルト・フォン・ロプコヴィッツ（Fürst Ferdinand August Leopold von Lobkowicz, 1655年9月7日 - 1715年10月3日）は、ハプスブルク帝国領ボヘミアの貴族、廷臣。侯爵、ザーガン公（在位：1677年 - 1715年）。
ヴェンツェル・オイゼビウス・フォン・ロプコヴィッツ侯爵とその2番目の妻でプファルツ＝ズルツバッハ公アウグストの娘であるアウグステ・ゾフィーの間の次男。1698年に金羊毛騎士団の騎士に叙任され、神聖ローマ皇帝ヨーゼフ1世の皇后アマーリア・ヴィルヘルミーネの侍従長を務めた。

## 子女
1677年7月8日（ないし18日）、ナッサウ＝ハダマール侯モーリッツ・ハインリヒの娘クラウディア・フランツィスカ（1660年 - 1680年）と結婚し、間に3人の子女をもうけた。
- エレオノーラ（1678年）
- レオポルト・クリスティアン（1679年 - 1680年）
- フィリップ・ヒアツィント・ヨーゼフ（1680年 - 1737年） - ロプコヴィッツ侯（兄系）、ザーガン公爵

1680年7月17日、バーデン＝バーデン辺境伯ヴィルヘルムの娘マリア・アンナ（1655年 - 1701年）と再婚し、間に8人の子女をもうけた。
- ヨーゼフ・アントン・アウグスト（1681年 - 1717年） - ベオグラード包囲戦で戦死
- エレオノーレ・エリーザベト・アマーリア・マグダレーナ（1682年 - 1741年） - 1701年、シュヴァルツェンベルク侯アダム・フランツ・カールと結婚
- マリア・ルドヴィカ・アンナ・フランツィスカ（1683年 - 1750年） - 1703年、トゥルン・ウント・タクシス侯アンゼルム・フランツと結婚
- フェルディナント・ヨハン・フランツ（1685年 - 1686年）
- ヨハン・ゲオルク・クリスティアン（1686年 - 1753年） - ロプコヴィッツ侯（弟系）
- ヘートヴィカ・ヘンリエッタ（1688年 - 1689年）
- アウグスタ・フランツィスカ（1690年 - 1691年）
- カール・イグナツ・ボナフェントゥラ（1692年 - 1701年）

1702年12月3日、ミヒャエル・ヴェンツェル・フォン・アルトハン伯爵の娘マリー・フィリッピーネ（1671年 - 1706年）と3度目の結婚をするが、間に子供の無いまま死別した。
1707年11月16日、シュヴァルツェンベルク侯フェルディナントの娘マリア・ヨハンナ（1689年 - 1739年）と4度目の結婚をし、間に2人の娘をもうけた。
- マリア・アンナ・ルイーザ（1711年 - 1713年）
- マリア・エルネスティーナ（1714年 - 1718年）